# Gitanos en Rumania
Los miembros del pueblo gitano de Rumania, también llamado romi, romaníes o coloquialmente țigani (aunque este término se considera despectivo), representan la segunda minoría étnica más grande de Rumania después de la húngara. Según el censo de 2011, en Rumanía viven 621.573 gitanos (3,3% de la población), aunque según muchas organizaciones esta cifra está muy infravalorada, estimando el Consejo de Europa una cifra aproximada de 1,85 millones de personas (alrededor del 8,32% de la población).

## Terminología
En romaní, el idioma nativo de los gitanos romaníes, la palabra para "pueblo" se pronuncia roma. Desde la década de 1990, la palabra rom, a menudo en la forma con doble r, rrom, también se ha utilizado oficialmente en el idioma rumano, aunque fue utilizada por activistas romaníes en Rumania desde 1933.
El nombre tradicional con el que se refiere a los gitanos en idioma rumano, țigani, considerado en la época contemporánea como ofensivo, proviene de la palabra griega Atsinganoi (ἀτσίγγανοι), que significa "intocable".

## Historia

### Migración
Los gitanos son originarios del norte de la India, presumiblemente de las regiones del noroeste de la India, como Rajasthan y Punjab. La evidencia lingüística ha demostrado indiscutiblemente que las raíces del idioma romaní se encuentran en la India. Los estudios genéticos de 2012 también confirman que los gitanos se originaron en el noroeste de la India y están relacionados con los Dom, que son las poblaciones ancestrales probables de los gitanos europeos modernos.
Los datos lingüísticos e históricos indican que los gitanos llegaron a los Balcanes tras un largo período dentro del Imperio Bizantino, y que esto probablemente ocurrió alrededor de 1350. Esta fecha coincide con un período de inestabilidad en Asia Menor debido a la expansión de los turcos otomanos, lo que puede haber sido un factor contribuyente en su migración.
Es probable que la primera llegada de gitanos al territorio de la actual Rumanía se produjera poco después de 1370, cuando grupos de gitanos emigraron o fueron trasladados por la fuerza al norte del Danubio, y es probable que los gitanos llegaran a Transilvania, entonces parte del Reino de Hungría en las últimas décadas del siglo XIV. El primer registro escrito de gitanos en territorio rumano data de 1385 y es de Principado de Valaquia, anotando el traspaso de un grupo de gitanos a la propiedad del monasterio de Prizren, siendo documentada su presencia en Transilvania en 1400, y Principado de Moldavia en 1425. Sin embargo, vale la pena señalar que las fechas anteriores se relacionan principalmente con la primera llegada de los gitanos a los futuros territorios rumanos, las oleadas de migración desde el sur continuaron hasta el siglo XVIII, cuando la migración hacia el norte de los gitanos, algunos de los cuales eran turcos hablando musulmanes, todavía estaba ocurriendo.

### Esclavitud
Los gitanos de Valaquia y Moldavia fueron, desde su llegada a la región, esclavizados, una situación que continuó hasta las emancipaciones de mediados del siglo XIX. La institución de la esclavitud de los gitanos también existía en Transilvania, especialmente en las regiones que habían pasado por un período de control por parte de los príncipes de Valaquia o Moldavia, pero la mayoría de los gitanos de Transilvania no eran esclavos. Un hijo de un ex esclavo gitano, Ștefan Răzvan, logró brevemente el poder en Moldavia, gobernando como voivoda durante parte del año 1595.
La contribución económica de la esclavitud en los principados del Danubio fue inmensa, pero nunca se pagó ninguna compensación económica a los esclavos liberados, El estado actual de exclusión social y económica en Rumanía tiene sus raíces en la ideología y la práctica de la esclavitud y, por lo tanto, sus efectos todavía se sienten hoy. La discusión pública sobre la esclavitud de los gitanos sigue siendo un tabú en la Rumanía moderna no existe ningún museo de historia de los gitanos, ni hay monumentos o monumentos a la esclavitud. Los libros de texto y el currículo escolar rumano minimizan este y otros aspectos de la historia gitana o los excluyen por completo.
Aunque inicialmente todos los gitanos eran propiedad de los príncipes, grupos de gitanos fueron trasladados muy rápidamente a monasterios o boyardos, creando los tres grupos de esclavos gitanos; esclavos principescos, esclavos del monasterio y esclavos boyardos. Cualquier gitano sin amo se convertiría automáticamente en un esclavo principesco, y cualquier gitano nacido en el extranjero que pasara por los dominios del príncipe corría el riesgo de ser esclavizado. Los prisioneros de guerra tártaros que una vez capturados fueron esclavizados, vivieron junto a los gitanos y, a mediados del siglo XV, fueron asimilados por completo a la población gitana. Durante este período, los gitanos se organizaron en bandas compuestas por 30-40 familias. Estas bandas fueron delineadas por profesión y nombradas por la naturaleza de su actividad económica, los ejemplos incluyen lavadores de oro (aurari), entrenadores de osos (ursari), músicos (lăutari) y fabricantes de cucharas (lingurari).
La esclavitud en Valaquia y Moldavia generalmente no significaba que los esclavos gitanos o tártaros fueran obligados a permanecer en la propiedad de sus dueños, la mayoría de los gitanos seguían siendo nómadas pero estaban atados a sus dueños por ciertas obligaciones. Los esclavos constituían la categoría más baja de la sociedad, por debajo de los siervos, diferenciándose de estos últimos no por el hecho de que no fueran libres, sino por su falta de personalidad jurídica.
La brutalidad de los dueños de esclavos en Valaquia y Moldavia era bien conocida en Europa occidental. Louis-Alexandre de Launay, diplomático y panfletista francés, de visita en Valaquia y Moldavia, señaló en 1779 que: "los boyardos son sus amos absolutos. A voluntad, los venden (a los gitanos) y los matan como si fueran ganado. Sus hijos nacen esclavos independientemente de su sexo."
Aunque los registros contemporáneos muestran que los esclavos gitanos eran ocasionalmente liberados por sus amos, esto era muy inusual.
A fines del siglo XVIII, se promulgaron códigos legales formales que prohibían la separación de parejas casadas. Estos códigos también prohibían la separación de los niños de sus padres y legalizaban el matrimonio entre personas libres y gitanos sin esclavizar a la pareja no gitana, que había sido la práctica hasta ese momento. Los hijos de tales uniones ya no serían considerados esclavos sino personas libres.

### Emancipación
Hasta principios del siglo XIX, los gitanos de Valaquia y Moldavia permanecieron en condiciones de esclavitud que habían cambiado muy poco desde el siglo XIV, a pesar de los cambios significativos que se habían producido en otros sectores de la sociedad. La esclavitud romaní se consideraba una parte integral del sistema social de los principados, y los gobernantes fanariotas estaban fuertemente influenciados por el conservadurismo de sus soberanos otomanos. Tras la sustitución de los fanariotas por príncipes nativos en 1821, Valaquia y Moldavia experimentaron un período de occidentalización y modernización, eliminando muchas de las instituciones del Antiguo Régimen, pero consagrando formalmente la esclavitud en las actas fundacionales de los principados.

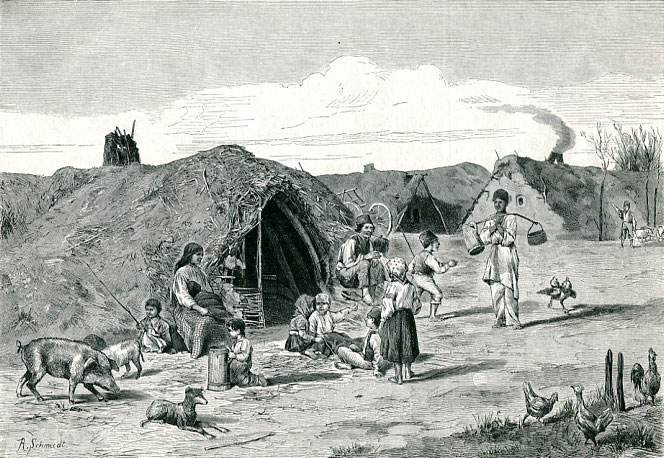
Un pueblo gitano, poco después de la emancipación, 1884.

Desde la década de 1830, la crítica internacional y nacional de la esclavitud de los gitanos se hizo cada vez más prominente, instigada por eventos como las subastas masivas de esclavos celebradas en Bucarest. El apoyo a la emancipación de los gitanos dentro de los principados fue marginal en la década de 1830, pero se generalizó entre las clases cultas en la década de 1840, antes de convertirse en un movimiento abolicionista bien definido en la década de 1850.
El estado de Valaquia liberó a sus propios esclavos en 1843, y esto fue seguido por la emancipación de los esclavos de la iglesia en 1847. El gobierno de Barbu Dimitrie Știrbei (1849-1856) introdujo restricciones graduales a la libertad de los propietarios privados de esclavos para vender o donar esclavos. En 1850 se introdujo una regulación que obligaba a los dueños de esclavos que desearan vender esclavos a hacerlo al tesoro del estado, que los liberaría de inmediato. En 1851 se introdujo una medida que permitía al Estado comprar obligatoriamente esclavos maltratados. El decreto final de emancipación, titulado "La ley para la emancipación de todos los gitanos en el Principado de Valaquia", se promulgó en febrero de 1856, poniendo así fin a la esclavitud en Valaquia.
En Moldavia, la implementación de una ley de emancipación de 1844 liberó a los esclavos del estado y de la iglesia, dejando solo a los esclavos boyardos en el principado. El príncipe Grigore Alexandru Ghica emancipó a los últimos esclavos moldavos en 1855, estableciendo diferentes tasas de compensación dependiendo del trabajo para el que se usaron los gitanos. En Besarabia, una antigua parte de Moldavia anexada por el Imperio Ruso en 1812, los gitanos fueron liberados en 1861. Muchos de ellos emigraron a otras regiones del Imperio, mientras que comunidades importantes permanecieron en la región, que después de la Primera Guerra Mundial pasó a formar parte de Rumania.

### De la emancipación a la Segunda Guerra Mundial
La liberación de los gitanos mejoró el estatus legal de los gitanos de Rumania, sin embargo, mantuvieron su posición como el sector más marginado de la sociedad rumana.  Frecuentemente continuaron trabajando para los mismos patrones, sin una mejora significativa en sus condiciones materiales. Los gitanos que no continuaron trabajando para sus antiguos propietarios a menudo sufrieron grandes dificultades económicas, siendo el encarcelamiento y la muerte por hambre los resultados frecuentes. Durante los primeros treinta años posteriores a la liberación se produjo un notable fenómeno de urbanización, con muchos gitanos que fueron expulsados de las fincas de sus antiguos propietarios, o que no quisieron adoptar un estilo de vida que los hundiera en la pobreza, emigrando a las ciudades. Esto contrastaba con la situación observada en algunos otros grupos de gitanos, que se adaptaron plenamente a esta nueva condición y se asimilaron a la población campesina, perdiendo su condición de gitanos tanto cultural como oficialmente.
La agitación social de la emancipación condujo a la emigración masiva de gitanos del territorio rumano, inicialmente a otros países balcánicos y al Imperio austrohúngaro y de allí a Europa occidental, Polonia, el Imperio ruso, Escandinavia y las Américas. Esta migración fue el origen principal de las poblaciones de gitanos "vlax" que se encuentran en todo el mundo hoy en día, aunque es probable que algunos grupos "vlax" hayan emigrado fuera de Rumania antes de la emancipación. Este patrón de emigración gitana continuó hasta después de la Primera Guerra Mundial, y se registró que los gitanos en Baviera portaban pasaportes rumanos en la década de 1920.
El resultado de estos procesos de asimilación y emigración fue una disminución relativa del porcentaje de habitantes gitanos residentes en Moldavia, Valaquia y Besarabia. En el momento de la emancipación, la proporción de la población de Moldavia y Valaquia que había sido esclava rondaba el 7%, entre 200.000 y 250.000 personas. En la última década del siglo XIX, se estima que el número de gitanos aumentó entre 250.000 y 300.000, el 4-5% de la población.
Después de la Primera Guerra Mundial, se estableció la Gran Rumania, que incluía Transilvania, Banato, Bucovina y Besarabia y otros territorios que aumentaron el número de personas de etnia gitana en Rumania. Sin embargo, a pesar de este aumento en el número absoluto de gitanos en el país, continuó la disminución de la proporción relativa de gitanos dentro de Rumanía.
El período de la democracia rumana, entre 1918 y 1938, condujo a un florecimiento de las organizaciones culturales, sociales y políticas de los gitanos. En 1933, se fundaron dos organismos nacionales representativos de los gitanos en competencia, la Asociación General de Gitanos en Rumania y la Unión General de Romaníes en Rumania. Estas dos organizaciones eran rivales acérrimos que competían por miembros y cuyos líderes se lanzaban amargos ataques entre sí, con el último, bajo el liderazgo del autodeclarado "voivoda gitano" Gheorghe Niculescu, emergiendo como la única fuerza verdaderamente nacional. El objetivo declarado de la organización era "la emancipación y el despertar de la nación gitana" para que los gitanos pudieran vivir junto a sus compatriotas "sin avergonzarse".

### Persecución, genocidio y deportación en Transnistria durante la Segunda Guerra Mundial

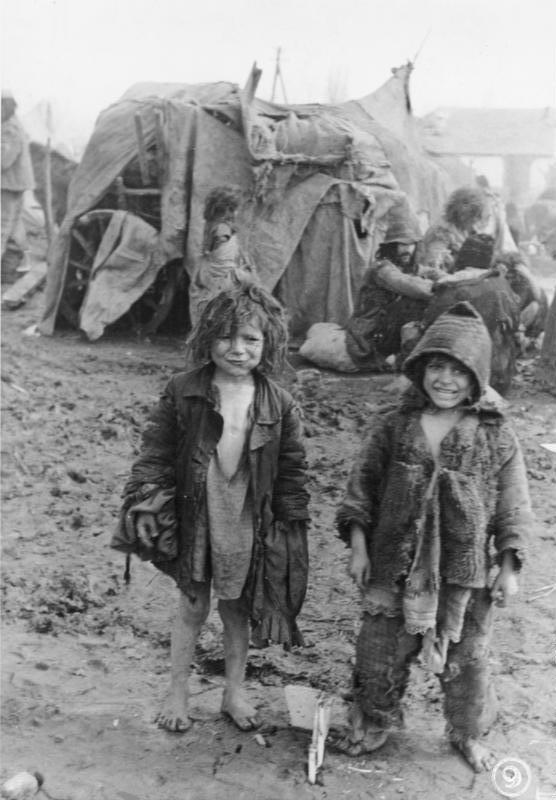
Niños gitanos deportados a Transnistria, cerca de Tiraspol, 1944.

La Dictadura Real de Carlos II, de 1938 a 1940, adoptó políticas discriminatorias contra los judíos rumanos y otras minorías nacionales. Las actitudes antigitanas más fuertes del período 1918-1940 no se encontraron en la política, sino en la academia. El racismo científico estaba arraigado en los departamentos universitarios dedicados a la eugenesia y la biopolítica, que veían a los gitanos y judíos como un "peligro bioétnico" para la nación rumana. Estos puntos de vista pasarían a primer plano político durante la dictadura de Ion Antonescu (1940-1944).
Aunque parece que Antonescu planeó inicialmente la deportación por etapas de toda la población gitana a Transnistria, territorio soviético ocupado por Rumania, solo se llevó a cabo la primera etapa. La ola inicial estaba compuesta por gitanos a quienes el régimen consideraba un "problema", en mayo de 1942 se realizó una encuesta policial para identificar a cualquier persona gitana sin una ocupación clara o con condenas penales, dificultad para mantenerse, o cualquier nomadismo practicado. Inmediatamente después de la encuesta, se prohibiría a cualquier persona gitana que entrara en cualquiera de estas categorías salir de su condado de residencia.
El transporte de todos los gitanos rumanos nómadas se llevó a cabo entre junio y agosto de 1942 y estuvo compuesto por 11.441 personas, 6.714 de ellas niños. Esta deportación también incluyó a los gitanos nómadas que servían en el ejército, que fueron devueltos del frente para su transporte. La expulsión de los gitanos sedentarios se produjo en septiembre de 1942 y fue incompleta, incluyendo sólo a 12.497 de las 31.438 personas registradas en la encuesta policial. Este grupo estaba formado por gitanos que fueron categorizados como "peligrosos e indeseables" y excluyó a cualquier persona gitana que hubiera sido movilizada por los militares y sus familias.
Los gitanos deportados sufrieron grandes penurias desde el principio por el frío y la falta de alimentos, siendo notable una alta tasa de mortalidad desde el mismo comienzo del período de deportación. En ocasiones, las colonias de gitanos no recibieron raciones de alimentos durante semanas, y como no se entregó ropa para complementar el suministro insuficiente que se les había permitido traer, el invierno ucraniano causó mucho sufrimiento y muchas muertes, mientras que la atención médica era prácticamente inexistente.
El número de muertos por frío y hambre entre los gitanos transportados no se puede calcular con seguridad, ya que no existen estadísticas contemporáneas fiables. Transnistria fue evacuada por el ejército rumano a principios de 1944, ante el avance de las fuerzas soviéticas. Algunos gitanos regresaron a Rumanía, mientras que otros permanecieron en territorio soviético, desde donde probablemente fueron dispersados a otras regiones, un factor que hace que los cálculos exactos de la mortalidad entre los transportados sean muy difíciles. El historiador rumano Viorel Achim sitúa el número de muertos en alrededor de la mitad de los transportados, aproximadamente 12 500 personas, mientras que la Comisión Internacional sobre el Holocausto en Rumania da una estimación de 11 000.
En agosto de 1940, como parte del Segundo arbitraje de Viena, el control del norte de Transilvania se transfirió a Hungría. La discriminación por parte de Hungría contra los gitanos había sido común durante la década de 1930, y la ley ordenaba redadas policiales semestrales en los asentamientos gitanos. Durante el transcurso de la guerra, los gitanos húngaros fueron progresivamente expulsados de las zonas urbanas o obligados a vivir en guetos. En marzo de 1944, Hungría fue ocupada por la Alemania nazi, Hungría intensificó su persecución de la población gitana y judía, con innumerables judíos deportados a campos de concentración y muchos gitanos organizados en batallones de trabajos forzados. Tras la sustitución a finales de 1944 del gobierno de Miklós Horthy por el del Partido de la Cruz Flechada, comenzó la deportación masiva de gitanos a los campos de concentración. Inicialmente, las víctimas fueron transportadas a campos de trabajo húngaros locales, de los cuales muchas fueron trasladadas posteriormente a Dachau. También ocurrieron masacres de gitanos en varias localidades, incluyendo una que ocurrió en Nagyszalonta (Salonta) ahora en Rumania.

## Integración en la sociedad contemporánea

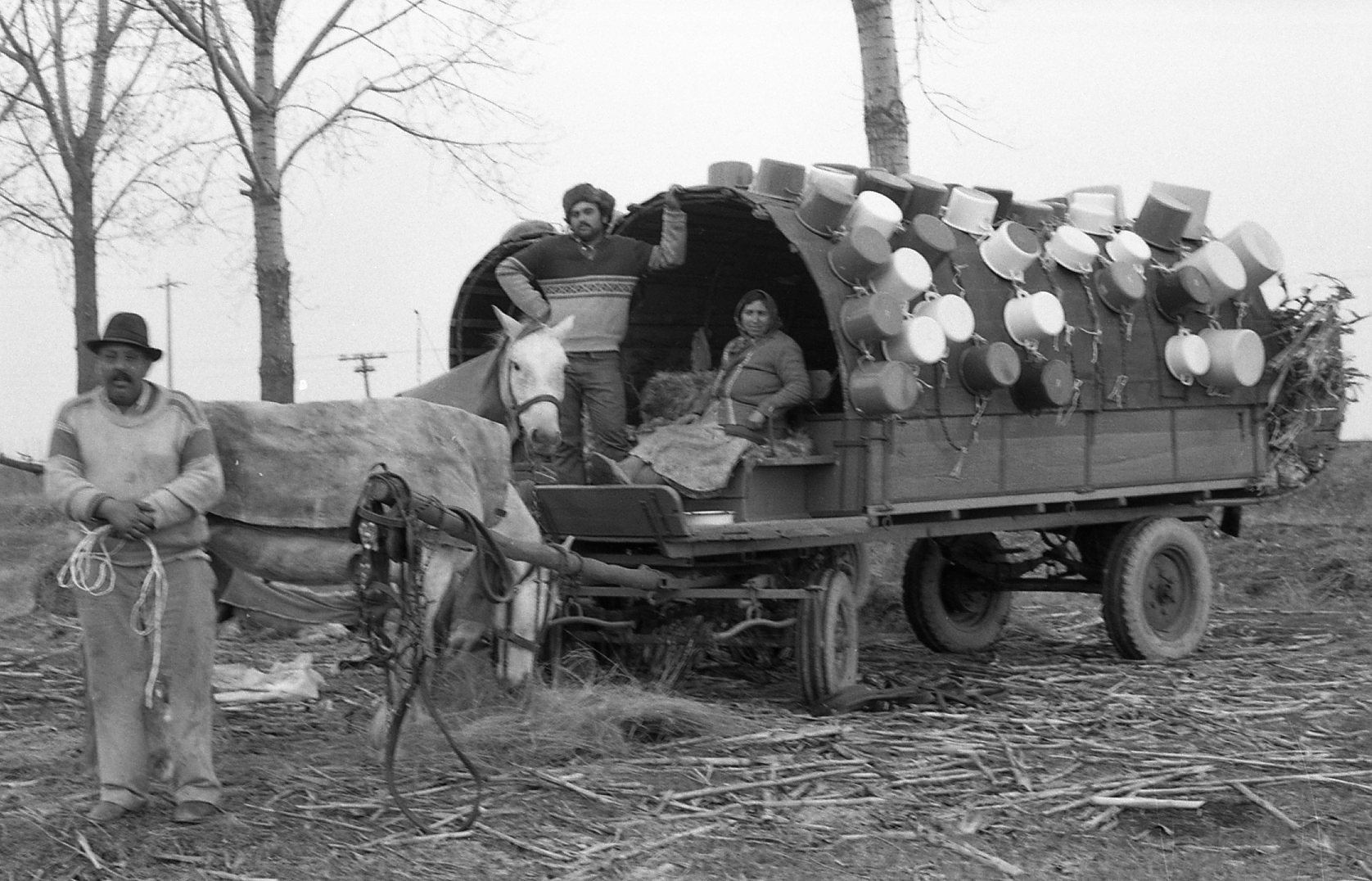
Gitanos de Transilvania junto con un carro tirado por caballos, 1988.

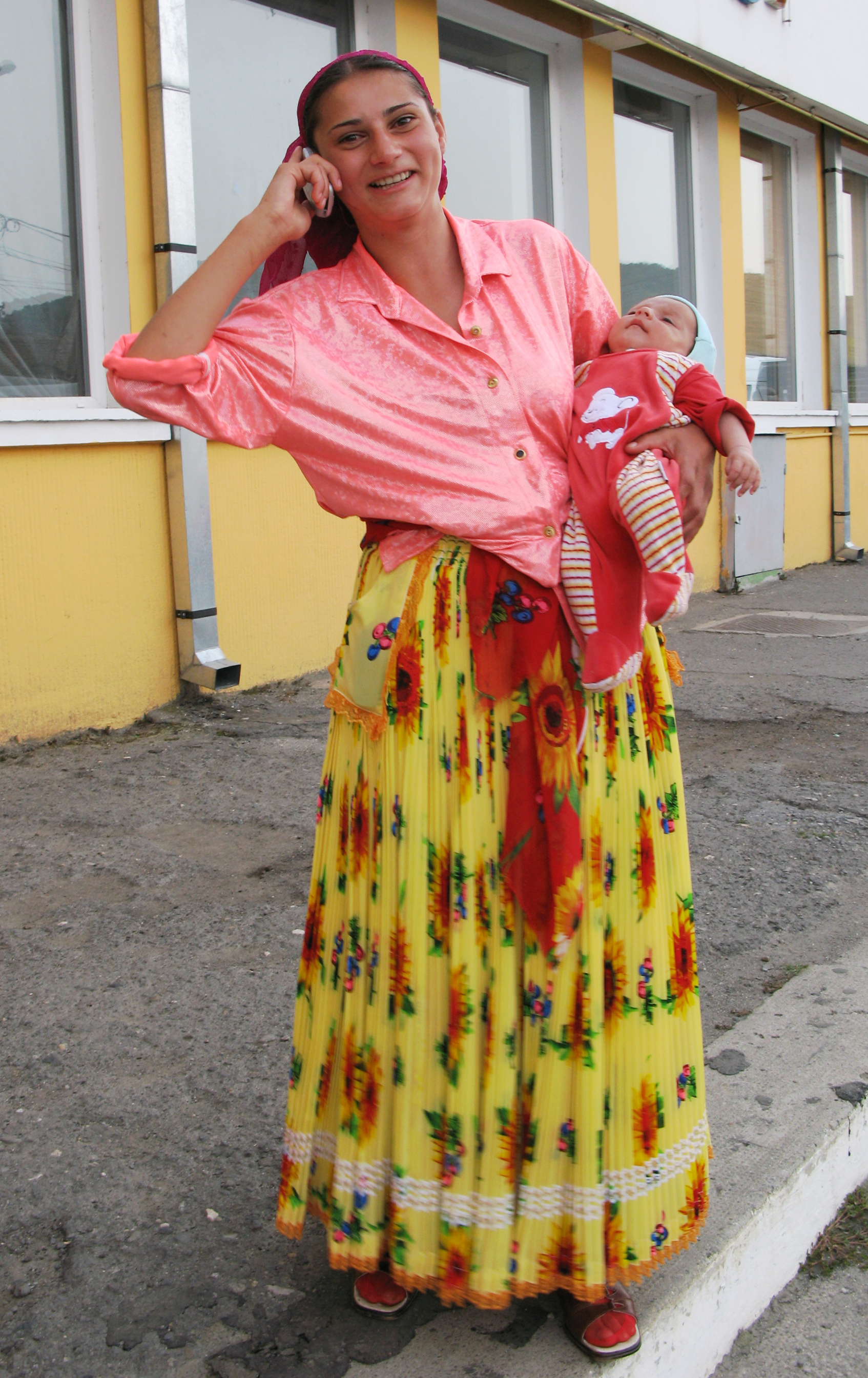
Mujer gitana con niño.

Las autoridades comunistas intentaron integrar a la comunidad gitana, por ejemplo, construyéndoles pisos. Aparte de la campaña nacional de 1977 que confiscó todo el oro (sobre todo joyas) perteneciente a los gitanos, existen pocos documentos sobre la situación particular de esta etnia durante la dictadura de Ceaușescu.
En ocasiones las autoridades intentaron encubrir delitos relacionados con el odio racial, para no aumentar la tensión social. Un ejemplo de esto es el crimen cometido por un camionero llamado Eugen Grigore, de Iași quien, en 1974, para vengar la muerte de su esposa y sus tres hijos causada por un grupo de gitanos, condujo su camión hacia un campamento gitano, matando 24 personas. Este hecho se hizo público recién en la década de 2000.
Después de la caída del régimen comunista, la segregación de los gitanos se intensificó y el desempleo entre ellos aumentó considerablemente. Un pequeño grupo de ellos acumuló grandes fortunas aprovechando las oportunidades del libre comercio y usando métodos ilegales. Estos nuevos ricos a menudo gastaban su dinero en extravagantes proyectos de prestigio, como resultado de los cuales, por ejemplo, se construyeron los "palacios gitanos".
También surgieron varios conflictos interétnicos que tenían como objetivo a los gitanos en toda Rumanía. La población gitana es la más marginada y discriminada de Rumanía, con un altísimo índice de pobreza y delincuencia. La sociedad rumana tiene, en general, una opinión negativa de la población gitana, tal y como indican varias encuestas realizadas a lo largo de los años. Los comentarios ofensivos y racistas dirigidos a los gitanos son comunes entre los políticos rumanos, entre los incidentes más famosos está uno que involucró al entonces presidente Traian Băsescu, quien en 2007 llamó a una periodista "sucia gitana". En noviembre de 2011, el alcalde de la ciudad de Baia Mare, Cătălin Cherecheș, decidió construir un muro para separar un barrio habitado por una comunidad gitana de la ciudad. El Consejo Nacional contra la Discriminación multó al alcalde en 2011 y en 2020 por no derribar el muro, pese a las varias órdenes al respecto.
La adhesión de Rumanía a la Unión Europea en 2007 llevó a muchos miembros de la minoría gitana a emigrar en masa a varios países de Europa occidental con la esperanza de encontrar una vida mejor. Se desconoce el número exacto de emigrantes. Un número considerable de gitanos rumanos también se ha trasladado a España, donde la integración de este colectivo suele ser difícil debido a la pobreza y la marginación. Se estima que 50.000 gitanos rumanos malviven en España de la mendicidad.